# Lezíria do Tejo
La Lezíria do Tejo è una subregione statistica del Portogallo, parte della regione dell'Alentejo, divisa tra il Distretto di Santarém ed un comune del Distretto di Lisbona. Confina a nord con il Pinhal Litorale e il Medio Tago, ad est con l'Alto Alentejo, a sud con l'Alentejo Centrale e la Penisola di Setúbal e ad ovest con la Grande Lisbona e l'Ovest.

## Suddivisioni
Comprende 11 comuni:
- Almeirim
- Alpiarça
- Azambuja
- Benavente
- Cartaxo
- Chamusca
- Coruche
- Golegã
- Rio Maior
- Salvaterra de Magos
- Santarém